# Arnon Milchan
Arnon Milchan (hebreiska: ארנון מילצ'ן), född 6 december 1944 i Rehovot i Brittiska Palestinamandatet, är en israelisk affärsman, filmproducent och spion.

## Biografi
Hans far ägde ett gödningsmedelsföretag som han ärvde och gjorde om till ett framgångsrikt kemiföretag. Han studerade vid London School of Economics innan han och hans företag rekryterades av LAKAM, den topphemliga israeliska spionorganisation som var ansvarig för att komma över teknologi till Israels kärnvapenprogram.
Milchan började som Hollywoodproducent 1977. Han arbetade tidigt med Martin Scorsese och blev nära vän med Robert De Niro. Han har samarbetat med Roman Polanski, Sergio Leone, Terry Gilliam och Oliver Stone. Han startade sitt eget bolag 1982 Embassy International Pictures, från 1991 Regency Enterprises och har haft produktionsavtal med Warner Bros. och 20th Century Fox.
Rykten om att han var spion började spridas 1985 när Richard Kelly Smyth åkte fast när han använde Milchans företag för att smuggla kärnvapenutrustning till Israel. Det blev öppet känt 2011 när biografin Confidential gavs ut, som är sympatisk till Milchan men redogör för hur han har varit inblandad i omfattande spionverksamhet, vapensmuggling och stöld av kärnvapenteknologi.

## Filmografi (urval)
Producent om inget annan anges

- 1984 – Once Upon a Time in America
- 1985 – Brazil
- 1985 – Legenden – Mörkrets härskare
- 1989 – Den vilda jakten på lyckan
- 1990 – Pretty Woman
- 1991 – JFK (exekutiv producent)
- 1991 – Switch (exekutiv producent)
- 1992 – Den osynlige mannen (exekutiv producent)
- 1992 – Ensam är stark
- 1992 – Under belägring
- 1993 – Falling Down (exekutiv producent)
- 1993 – Rädda Willy (exekutiv producent)
- 1993 – Sommersby
- 1993 – Striking Distance
- 1994 – Klienten
- 1994 – Natural Born Killers (exekutiv producent)
- 1995 – Heat (exekutiv producent)
- 1995 – Under belägring 2
- 1996 – Juryn – A Time to Kill
- 1996 – Tin Cup (exekutiv producent)
- 1997 – Djävulens advokat
- 1997 – L.A. konfidentiellt
- 1997 – Mannen som visste för lite
- 1998 – En kvinnas öde (exekutiv producent)
- 1998 – Förhandlaren (exekutiv producent)
- 1999 – En midsommarnattsdröm (exekutiv producent)
- 1999 – Entrapment (exekutiv producent)
- 1999 – Fight Club (exekutiv producent)
- 2000 – Tigerland
- 2001 – Don't Say a Word
- 2002 – Life or Something Like It
- 2003 – Daredevil
- 2004 – First Daughter (exekutiv producent)
- 2004 – Man on Fire
- 2005 – Elektra
- 2005 – Mr. & Mrs. Smith
- 2007 – Epic Movie (exekutiv producent)
- 2010 – Knight and Day (exekutiv producent)
- 2013 – 12 Years a Slave
- 2014 – Birdman
- 2014 – Gone Girl
- 2014 – Noah
- 2019 – The Lighthouse
- 2019 – Unga kvinnor
- 2022 – The Northman
- 2022 – Barbarian